# Izabela Piekarska
Izabela Marta Piekarska (Varsavia, 8 giugno 1985) è un'ex cestista polacca.

## Carriera
È stata selezionata dalle Sacramento Monarchs al terzo giro del Draft WNBA 2008 (40ª scelta assoluta).
Con la Polonia ha disputato due edizioni dei Campionati europei (2009, 2011).